# Placa Somali

O rifte da África oriental, com a placa somali à direita.

A placa somali é uma placa tectónica que se está a formar à medida que a placa africana se está a partir ao longo do Rifte da África Oriental. A porção da placa africana situada do outro lado do rifte é por vezes chamada de placa da Núbia. Dado que o fissuramento está, em termos geológicos, apenas no seu início, estas duas parte da placa africana são geralmente vistas como protoplacas em lugar de placas totalmente definidas e independentes.[carece de fontes?]
A placa somali é limitada a oeste pelo Rifte da África Oriental, que se estende para sul pela África Oriental desde o ponto triplo na depressão de Afar, e uma continuação submarina do rifte que se estende para sul ao largo da costa. A fronteira norte é a dorsal de Aden ao longo da costa da Arábia Saudita. A fronteira leste é a dorsal central indiana, a porção norte da qual é também conhecida como dorsal de Carlsberg. O limite sul é a dorsal indiana do sudoeste. A datação de vulcanismo nas ilhas Comoros e de vulcões do norte de Madagáscar, indica uma velocidade de deslocamento para este sobre um ponto quente de aproximadamente 45 mm/ano.